# Brousnik (Bitola)
Pour les articles homonymes, voir Brousnik.
Brousnik (en macédonien Брусник) est un village du sud-est de la Macédoine du Nord, situé dans la municipalité de Bitola. Le village comptait 241 habitants en 2002.

## Démographie
Lors du recensement de 2002, le village comptait :
- Macédoniens : 240
- Serbes : 1